# Marie-Aldine Girard
Marie-Aldine Girard, née le 4 avril 1982 à Roanne (Loire), est une journaliste, écrivaine et comédienne française.
Elle a une sœur jumelle, la comédienne et humoriste Anne-Sophie Girard.

## Biographie

### Jeunesse et études
Native de Roanne, Marie-Aldine Girard passe sa jeunesse avec sa sœur, à Lodève dans l'Hérault puis à Montpellier. Elle suit des études de droit, de sciences politiques et de sociologie des médias, avant de commencer à travailler principalement pour la télévision et la radio.

### Carrière audiovisuelle et journalisme
Elle débute en 2006 en tant que journaliste pour l'émission Ce soir (ou jamais !) sur France Télévisions avant d'en devenir rédactrice en chef jusqu'à la fin de celle-ci, en 2016. Elle est ensuite rédactrice en chef de l'émission Le Gros Journal, présentée par Mouloud Achour sur Canal +.
En 2017, elle est chroniqueuse pour Ça balance à Paris, présentée par Eric Naulleau, sur Paris Première.
Elle est rédactrice en chef de 28 minutes, présenté par Elisabeth Quin sur Arte de 2018 à 2019.
Depuis 2023, elle est rédactrice en chef de La grande semaine, talk-show hebdomadaire présenté par Ophélie Meunier sur M6.
En 2023, elle présente l'émission culturelle J'ai un ticket sur Paris Première, dans laquelle elle revient sur l'actualité des arts et des spectacles.
Parallèlement à ses activités de journaliste, Marie-Aldine Girard est aussi comédienne à la télévision.

### Carrière d'autrice
Elle est l'autrice, avec sa sœur jumelle Anne-Sophie Girard des livres La femme parfaite est une connasse, volume 1 et volume 2, dans lesquels elles se moquent avec humour et dérision des diktats imposés aux femmes par les médias, la pub et la mode. Traduits dans plusieurs langues, ces deux ouvrages se sont vendus à plus d'un million d'exemplaires en France, d'après Edistat,.
Les ouvrages sont adaptés en bande dessinée, illustrés par Margaux Motin (éditions Fluide Glacial), d'abord en 2015 pour le volume 1, puis la suite, Margaux Motin rencontre La femme parfaite est une connasse 2, parait en 2016.
En 2022, elle publie Rivales aux éditions Flammarion, un essai sur la rivalité féminine pour lequel elle a récolté plus de 40 témoignages de femmes. Elle tente dans cet ouvrage d'en finir avec le système néfaste de la concurrence entre femmes en le démystifiant.

## Émissions

### Rédactrice en chef
- Ce soir (ou jamais !) – France 2 – 2012 à 2016
- Le Gros Journal – Canal+ – 2016 à 2017
- RDV – Canal+ – 2017 à 2018
- 28 minutes – Arte – 2018 à 2019
- Le podcast parfait - Podcast - 2019 à 2020
- Le Grand Échiquier – France 3 – 2022 à 2023
- L'ABC de Bertrand Chameroy – France 5 – 2022 à 2023
- La grande semaine – M6 – depuis 2023

### Présentatrice
- Le podcast parfait - Podcast - 2019 à 2020
- J'ai un ticket - Paris Première - Depuis 2023

### Chroniqueuse
- Ça balance à Paris – Paris Première – 2017 à 2019

## Publications
- 2013 : La femme parfaite est une connasse, avec Anne-Sophie Girard, éditions J’ai Lu[18]
- 2014 : La femme parfaite est une connasse 2, le retour (parce que la femme parfaite ne meurt jamais…), avec Anne-Sophie Girard, éditions J’ai Lu[19]
- 2015 : Margaux Motin rencontre La femme parfaite est une connasse, adaptation en bande dessinée, illustrée par Margaux Motin, éditions Fluide Glacial[20]
- 2016 : Margaux Motin rencontre La femme parfaite est une connasse 2, adaptation en bande dessinée, illustrée par Margaux Motin, éditions Fluide Glacial[21]
- 2018 : L'homme parfait est une connasse, avec Anne-Sophie Girard, éditions Flammarion[22]
- 2020 : La mère parfaite est une connasse, avec Anne-Sophie Girard, éditions J’ai Lu[23]
- 2022 : Rivales, éditions Flammarion[16]

## Filmographie
- 2008 : Que du bonheur ! sur TF1 : Angèle
- 2015 : Parfaites... ou presque sur France 2 : elle-même[24],[25]

## Distinctions
- Palmarès 2014 des Best-sellers de L'Express pour La femme parfaite est une connasse 1
- Palmarès 2015 des Best-sellers de L'Express pour La femme parfaite est une connasse 2